# 10674 de Elía
10674 de Elía è un asteroide della fascia principale. Scoperto nel 1978, presenta un'orbita caratterizzata da un semiasse maggiore pari a 2,3874309 UA e da un'eccentricità di 0,1310263, inclinata di 1,75452° rispetto all'eclittica.